# Corallus blombergi
Espèce
Synonymes
- Boa annulata blombergi Rendahl & Vestergren, 1941
- Corallus annulatus blombergi (Rendahl & Vestergren, 1941)

Statut CITES
Corallus blombergi est une espèce de serpents de la famille des Boidae.

## Répartition
Cette espèce est endémique d'Équateur.

## Étymologie
Cette espèce est nommée en l'honneur de Rolf Blomberg qui a collecté les spécimens types.

## Publication originale
- Rendahl & Vestergren, 1941 "1940" : Notes on Colombian snakes. Arkiv för Zoologi, vol. 33, p. 1-16.